# Chef der Armee
Der Chef der Armee (CdA; französisch chef de l’armée, italienisch Capo dell’esercito) ist der Kommandant der Schweizer Armee in Friedenszeiten im Rang eines Korpskommandanten. Er wird vom Bundesrat gewählt.
Der Chef der Armee führt den Departementsbereich Verteidigung des Eidgenössischen Departements für Verteidigung, Bevölkerungsschutz und Sport (VBS).
Bis zum 31. Dezember 2003 gab es formell keinen Armeechef. Die Funktion eines primus inter pares in der Kommission für Militärische Landesverteidigung, der die sieben Korpskommandanten (Generalstabschef, Ausbildungschef, Kommandant Flieger- und Fliegerabwehrtruppen, sowie die Kommandanten der vier Armeekorps) angehörten, wurde durch den Generalstabschef wahrgenommen. Dieser verfügte über die Befehlsgewalt für alle im Dienst stehenden Truppen. Der erste Chef der Armee, Christophe Keckeis, war auch der letzte Generalstabschef der Schweizer Armee.
Am 16. September 2016 ernannte der Bundesrat den Infanterie-Offizier Philippe Rebord per 1. Januar 2017 zum Chef der Armee. Er war bereits seit April 2016 stellvertretender Armeechef. Am 4. April 2019 gab das VBS bekannt, dass Rebord per Ende 2019 aus gesundheitlichen Gründen zurücktritt. Für die Nachfolge wurde eine Findungskommission eingesetzt.
Am 4. September 2019 stellte Bundesrätin Viola Amherd Divisionär Thomas Süssli als zukünftigen Armeechef vor. Süssli ging aus vier im Prozess verbleibenden Berufsoffizieren hervor. Unter ihnen war auch Frau Brigadier Germaine Seewer. Am 25. Februar 2025 wurde bekannt, dass Thomas Süssli Ende Januar seine Kündigung als Armeechef eingereicht hat. Er werde noch bis Ende 2025 im Amt bleiben.
In Kriegszeiten wird die Armee nicht mehr vom CdA, sondern von einem General als Oberbefehlshaber geführt. Dieser wird im Aktivdienst vom Parlament (Vereinigte Bundesversammlung) auf Vorschlag des Bundesrates gewählt und verliert seine Funktion nach dem Krieg wieder.

## Chefs der Armee
| Name               | Zeit                                                                       | Portrait |
| ------------------ | -------------------------------------------------------------------------- | -------- |
| Thomas Süssli      | 1. Januar 2020 bis 31. Dezember 2025                                       |          |
| Philippe Rebord    | 1. Januar 2017 bis 31. Dezember 2019                                       |          |
| André Blattmann    | 1. März 2009 (interimistisch seit 21. Juli 2008) – 31. Dezember 2016       |          |
| Roland Nef         | 1. Januar 2008 bis 21. Juli (Suspendierung) bzw. 25. Juli (Rücktritt) 2008 |          |
| Christophe Keckeis | 1. Januar 2004 bis 31. Dezember 2007                                       |          |